# العلاقات الفنزويلية المدغشقرية
العلاقات الفنزويلية المدغشقرية هي العلاقات الثنائية التي تجمع بين فنزويلا ومدغشقر.

## مقارنة بين البلدين
هذه مقارنة عامة ومرجعية للدولتين:
| وجه المقارنة                                              | فنزويلا                                  | مدغشقر                      |
| --------------------------------------------------------- | ---------------------------------------- | --------------------------- |
| المساحة (كم2)                                             | 916.45 ألف                               | 587.04 ألف                  |
| عدد السكان (نسمة)                                         | 28.87 مليون                              | 25.57 مليون                 |
| الكثافة السكانية (ن./كم²)                                 | 31.5                                     | 43.56                       |
| العاصمة                                                   | كاراكاس                                  | أنتاناناريفو                |
| اللغة الرسمية                                             | اللغة الإسبانية، لغة الإشارة الفنزويلية ‏ | اللغة الملغاشية، لغة فرنسية |
| العملة                                                    | بوليفار فنزويلي                          | أرياري مدغشقري              |
| الناتج المحلي الإجمالي (بليون دولار)                      | 482.36 مليار                             | 11.50 مليار                 |
| الناتج المحلي الإجمالي (تعادل القوة الشرائية) بليون دولار |                                          | 35.51 مليار                 |
| الناتج المحلي الإجمالي الاسمي للفرد دولار أمريكي          |                                          | 401                         |
| الناتج المحلي الإجمالي للفرد دولار أمريكي                 |                                          | 1.44 ألف                    |
| مؤشر التنمية البشرية                                      | 0.762                                    | 0.510                       |
| رمز المكالمات الدولي                                      | +58                                      | +261                        |
| رمز الإنترنت                                              | .ve                                      | .mg                         |
| المنطقة الزمنية                                           | 00                                       | ت ع م+03:00                 |

## منظمات دولية مشتركة
يشترك البلدان في عضوية مجموعة من المنظمات الدولية، منها:
| علم المنظمة | اسم المنظمة                        | تاريخ انضمام فنزويلا | تاريخ انضمام مدغشقر |
| ----------- | ---------------------------------- | -------------------- | ------------------- |
|             | وكالة ضمان الاستثمار متعدد الأطراف | 9 مايو 1994          | 8 يونيو 1988        |
|             | منظمة الشرطة الجنائية الدولية      | ?                    | ?                   |
|             | منظمة حظر الأسلحة الكيميائية       | ?                    | ?                   |
|             | منظمة التجارة العالمية             | ?                    | ?                   |
|             | البنك الدولي للإنشاء والتعمير      | 30 ديسمبر 1946       | 25 سبتمبر 1963      |
|             | الأمم المتحدة                      | 15 نوفمبر 1945       | 20 سبتمبر 1960      |
|             | مؤسسة التمويل الدولية              | 28 ديسمبر 1956       | 27 سبتمبر 1963      |
|             | يونسكو                             | 25 نوفمبر 1946       | 10 نوفمبر 1960      |
|             | الاتحاد البريدي العالمي            | ?                    | ?                   |
|             | الاتحاد الدولي للاتصالات           | 13 أغسطس 1920        | 11 مايو 1961        |

## وصلات خارجية
- موقع وزارة الخارجية الفنزويلية